# 日本の記念日一覧
日本の記念日一覧（にほんのきねんびいちらん）は、日本における記念日と呼ばれるものを一覧にしたものである。特別な由来があるもの以外は語呂合わせによる制定が多い。
月毎に、日付順に列記している。本一覧から除外しているものは、次のとおりである。
- 元日、建国記念の日などの祝日。　→　国民の祝日を参照のこと。
- 節分や七夕などの伝統的な祭事ごと。　→　年中行事を参照のこと。
- 個人的な記念日（誕生日、結婚記念日など）。
- 一地方でのみ有効となるもの（市制記念日、創立記念日、都道府県民の日など）。
- 企業や業界団体などが商品の販売目的で制定したような記念日のうち、単発で終わっているものや、事実上利用されていないものである。

## 1月
- 01日 - 鉄腕アトムの日
- 02日 - 初夢の日
- 03日 - 瞳の日、駆け落ちの日
- 04日 - 石の日
- 05日 - 囲碁の日、いちごの日
- 06日 - 色の日、ショートケーキの日
- 07日 - 爪切りの日、千円札の日
- 08日 - 外国郵便の日、勝負事の日
- 09日 - 風邪の日、とんちの日
- 10日 - 110番の日、明太子の日
- 11日 - 塩の日
- 12日 - スキーの日、桜島の日
- 13日 - たばこの日
- 14日 - タロとジロの日
- 15日 - フードドライブの日
- 16日 - 禁酒の日
- 17日 - 防災とボランティアの日、おむすびの日
- 18日 - 118番の日、都バス記念日、振袖火事の日
- 19日 - のど自慢の日、カラオケの日
- 20日 - 玉の輿の日、シマエナガの日
- 21日 - 料理番組の日、ハグの日
- 22日 - ジャズの日、カレーの日、飛行船の日
- 23日 - 電子メールの日、八甲田山の日、アーモンドの日
- 24日 - 郵便制度施行記念日、法律扶助の日、すき焼きの日、ボーイスカウト創立記念日
- 25日 - 日本最低気温の日、ホットケーキの日、中華まんの日、左遷の日、お詫びの日
- 26日 - 文化財防火デー、パーキングメーターの日
- 27日 - 国旗制定記念日、求婚の日
- 28日 - コピーライターの日、衣類乾燥機の日
- 29日 - 昭和基地開設記念日、タウン情報の日
- 30日 - 3分間電話の日
- 31日 - 生命保険の日、愛妻家の日、ファイナルファンタジーVIIの日

## 2月
- 01日 - テレビ放送記念日、ニオイの日、プリキュアの日
- 02日 - 頭痛の日、ツインテールの日、くちびるの日
- 03日 - 大岡越前の日、絵手紙の日
- 04日 - 西の日、銀閣寺の日、Nissyの日
- 05日 - プロ野球の日、ピカチュウの日
- 06日 - 海苔の日、抹茶の日、ブログの日
- 07日 - 北方領土の日
- 08日 - ロカビリーの日、にわとりの日
- 09日 - 服の日、福の日、肉の日
- 10日 - フルートの日、ニットの日、ふきのとうの日、観劇の日、太物の日
- 11日 - 建国記念の日、信教の自由を守る日、万歳三唱の日、わんこそば記念日
- 12日 - ブラジャーの日、ボブスレーの日、ボンカレーの日／レトルトカレーの日
- 13日 - 銀行強盗の日、気くばりの日、日本遺産の日
- 14日 - バレンタインデー、チョコレートの日、煮干の日、ふんどしの日
- 15日 - 春一番名づけの日
- 16日 - 天気図記念日、寒天の日
- 17日 - 天使のささやきの日（天使の囁き記念日）
- 18日 - エアメールの日、嫌煙運動の日
- 19日 - 万国郵便連合加盟記念日、プロレスの日
- 20日 - 旅券の日、歌舞伎の日、普通選挙の日、アレルギーの日、交通事故ゼロを目指す日
- 21日 - 日刊新聞創刊の日、食糧管理法公布記念日、漱石の日
- 22日 - 猫の日、食器洗い乾燥機の日、忍者の日、乃木坂46の日、竹島の日、行政書士記念日
- 23日 - 税理士記念日、富士山の日、ふろしきの日
- 24日 - 鉄道ストの日、月光仮面登場の日
- 25日 - 夕刊紙の日、箱根用水完成の日
- 26日 - 咸臨丸の日、血液銀行開業記念日、シティーハンターの日
- 27日 - 新選組の日、絆の日(冬の恋人の日)、ポケモンの日
- 28日 - エッセイ記念日、ビスケットの日、バカヤローの日、織部の日
- 29日 - ニンニクの日、富士急の日、閏肉の日、キン肉マンの日

## 3月
- 01日 - ビキニデー、労働法施行記念日
- 02日 - ミニチュアの日 ミニーの日
- 03日 - 耳の日、民放ラジオの日、平和の日、桃の日、金魚の日、結納の日、サルサの日、サザンの日
- 04日 - 雑誌の日、ミシンの日、サッシの日、三線の日
- 05日 - 珊瑚の日、ミスコンの日、スチュワーデスの日
- 06日 - エステティックサロンの日、弟の日、スポーツ新聞の日、世界一周記念日、36(サブロク)の日
- 07日 - 消防記念日、警察制度改正記念日
- 08日 - ミツバチの日、エスカレーターの日、みやげの日、光の日、サバの日
- 09日 - 漁業法記念日、ありがとうの日、記念切手記念日、ミクの日
- 10日 - 陸軍記念日、砂糖の日、佐渡の日、水戸の日、ミントの日、サボテンの日、農山漁村女性の日
- 11日 - コラムの日
- 12日 - サイフの日、モスの日
- 13日 - 青函トンネル開業記念日、気くばりの日
- 14日 - ホワイトデー、キャンデーの日、マシュマロデー、国際結婚の日、πの日
- 15日 - 靴の記念日、オリーブの日
- 16日 - 国立公園指定記念日
- 17日 - 漫画週刊誌の日
- 18日 - 精霊の日
- 19日 - ミュージックの日
- 20日 - 動物愛護デー、上野動物園開園記念日、LPレコードの日、電卓の日、未病の日
- 21日 - ランドセルの日、はじめようの日[1][2]
- 22日 - 放送記念日
- 23日 - スジャータの日
- 24日 - マネキン記念日
- 25日 - 電気記念日
- 26日 - カチューシャの歌の日
- 27日 - さくらの日
- 28日 - 三つ葉の日、刀剣乱舞・審神者の日
- 29日 - マリモの日、ラヴィット!の日
- 30日 - サラサーティの日、信長の野望の日
- 31日 - 学校教育法公布記念日、オーケストラの日、経理の日

## 4月
- 01日 - エイプリルフール、児童福祉法施行記念日、売春防止法施行記念日、トレーニングの日、ストラップの日、建設業DX推進の日
- 02日 - 週刊誌の日、歯列矯正の日
- 03日 - シーサーの日、いんげん豆の日、植栽日
- 04日 - あんぱんの日、獅子の日、トランスジェンダーの日、脂肪0％ヨーグルトの日
- 05日 - デビューの日、ヘアカットの日、横町の日
- 06日 - 白の日、城の日、パネルクイズ アタック25の日
- 07日 - スーチーパイの日、未病管理の日
- 08日 - 参考書の日、忠犬ハチ公の日、タイヤの日、折り紙供養の日、貝の日、Get Wildの日[3]
- 09日 - フォークソングの日、大仏の日、左官の日
- 10日 - ヨットの日、四万十の日、建具の日、良い戸の日、交通事故ゼロを目指す日
- 11日 - メートル法公布記念日、ガッツポーズの日
- 12日 - タイルの日
- 13日 - 決闘の日、喫茶店の日
- 14日 - オレンジデー、柔道整復の日
- 15日 - ヘリコプターの日、遺言の日
- 16日 - 女子マラソンの日
- 17日 - ハローワークの日、恐竜の日
- 18日 - 発明の日、お香の日
- 19日 - 地図の日
- 20日 - 逓信記念日、郵政記念日、女子大の日、青年海外協力隊の日
- 21日 - 民放の日
- 22日 - 清掃デー、道の駅の日
- 23日 - サン・ジョルディの日、子ども読書の日、地ビールの日
- 24日 - 日本ダービー記念日、植物学の日
- 25日 - 歩道橋の日、拾得物の日
- 26日 - よい風呂の日
- 27日 - 悪妻の日、婦人警官記念日
- 28日 - サンフランシスコ講和記念日、象の日、シニアの日
- 29日 - 羊肉の日、畳の日
- 30日 - 図書館記念日
- 第3日曜日 - もずくの日

## 5月
- 01日 - メーデー、日本赤十字社創立記念日、青春の日、扇の日、スズランの日、サラウンドの日、語彙の日
- 02日 - 郵便貯金の日、交通広告の日、エンピツ記念日、歯科医師記念日
- 03日 - ゴミの日
- 04日 - 名刺の日、競艇の日、ラムネの日、植物園の日、エメラルドの日
- 05日 - おもちゃの日、わかめの日、自転車の日、薬の日、ジャグラーの日
- 06日 - コロコロの日、ゴムの日、コロッケの日
- 07日 - 粉の日、博士の日
- 08日 - 松の日、ゴーヤーの日、御用の日
- 09日 - アイスクリームの日、黒板の日、メイクの日、悟空の日、謎解きの日
- 10日 - コットンの日、愛鳥の日、メイドの日
- 11日 - 長良川鵜飼開きの日
- 12日 - 看護の日、海上保安の日、アセロラの日
- 13日 - メイストームデー、2文字スピーチの日
- 14日 - けん玉の日、マーマレードの日
- 15日 - 沖縄返還の日、ヨーグルトの日、ストッキングの日、Jリーグの日
- 16日 - 旅の日
- 17日 - パック旅行の日
- 18日 - ことばの日
- 19日 - ボクシング記念日、チャンピオンの日
- 20日 - ローマ字の日、森林の日
- 21日 - 小学校開校の日
- 22日 - ガールスカウトの日
- 23日 - キスの日、ラブレターの日、難病の日
- 24日 - ゴルフ場記念日、伊達巻の日
- 25日 - 食堂車の日、広辞苑記念日
- 26日 - ラッキーゾーンの日
- 27日 - ドラゴンクエストの日、 海軍記念日、百人一首の日、小松菜の日
- 28日 - ゴルフ記念日
- 29日 - 呉服の日、こんにゃくの日
- 30日 - 消費者の日、ごみゼロの日、掃除機の日
- 31日 - 古材の日
- 第2日曜日 - 母の日

## 6月
- 01日 - 気象記念日、電波の日、景観の日、写真の日、麦茶の日、チューインガムの日、氷の日、真珠の日、バッジの日、ねじの日、人権擁護委員の日、TUBEの日、牛乳の日、氷狐の日、い草の日
- 02日 - 路地の日、裏切りの日
- 03日 - 測量の日、ムーミンの日、ケロミンの日、雲仙普賢岳祈りの日
- 04日 - 虫の日、すとぷりの日[4][5]、佐土原なすの日
- 05日 - 環境の日
- 06日 - 補聴器の日、邦楽の日、楽器の日、梅の日、かえるの日、兄の日、ケロケロの日
- 07日 - 母親大会記念日、むち打ち治療の日
- 08日 - ロハスの日、ガパオの日
- 09日 - ロックの日
- 10日 - 時の記念日、路面電車の日、商工会の日、歩行者天国の日、ミルクキャラメルの日
- 11日 - 国立銀行設立の日、雨漏り点検の日
- 12日 - バザー記念日
- 13日 - 鉄人の日、FMの日、小さな親切の日、はやぶさの日、いいみょうがの日
- 14日 - 認知症予防の日、手羽先記念日
- 15日 - 信用金庫の日、暑中見舞いの日、オウムとインコの日、米百俵デー
- 16日 - 和菓子の日、麦とろの日、ケーブルテレビの日、無重力の日、スペースインベーダーの日
- 17日 - おまわりさんの日、薩摩の日
- 18日 - 海外移住の日
- 19日 - 元号の日、朗読の日、ロマンスの日
- 20日 - ペパーミントデー
- 21日 - スナックの日
- 22日 - かにの日、ボウリングの日
- 23日 - 沖縄慰霊の日
- 24日 - UFO記念日
- 25日 - 住宅デー、百合の日
- 26日 - 露天風呂の日、オリエンテーリングの日、国民憲章調印記念日、世界格闘技の日
- 27日 - 演説の日、日照権の日、女性雑誌の日、ちらし寿司の日、メディア・リテラシーの日、ハピカジの日
- 28日 - 貿易記念日、パフェの日
- 29日 - ビートルズ記念日、佃煮の日
- 30日 - 集団疎開の日
- 第3日曜日 - 父の日
- 夏至 - キャンドルナイトの日

## 7月
- 01日 - 国民安全の日、童謡の日、建築士の日、弁理士の日、郵便番号記念日、更生保護の日、銀行の日、ナビの日
- 02日 - ユネスコ加盟記念の日、たわしの日
- 03日 - ソフトクリームの日、波の日、通天閣の日
- 04日 - 梨の日
- 05日 - 江戸切子の日、穴子の日
- 06日 - 公認会計士の日、ゼロ戦の日
- 07日 - 川の日、カルピスの日、冷やし中華の日、ポニーテールの日、ゆかたの日、ハスカップの日、リアル脱出ゲームの日
- 08日 - 那覇の日、質屋の日、ナンパの日
- 09日 - ジェットコースターの日、なな→きゅうの日
- 10日 - 納豆の日、ウルトラマンの日、ブナピーの日
- 11日 - ラーメンの日
- 12日 - 人間ドックの日
- 13日 - 日本標準時制定記念日、オカルト記念日、ナイスの日、2文字スピーチの日、生命尊重の日
- 14日 - 検疫記念日、求人広告の日
- 15日 - ファミコンの日
- 16日 - 駅弁記念日、国土交通Day
- 17日 - 東京の日
- 18日 - 光化学スモッグの日
- 19日 - 女性大臣の日、カープ黄金時代幕開けの日
- 20日 - 勤労青少年の日、ハンバーガーの日、Tシャツの日、修学旅行の日
- 21日 - 自然公園の日
- 22日 - ナッツの日、ONE PIECEの日
- 23日 - ふみの日、米騒動の日
- 24日 - 劇画の日、卒業アルバムの日
- 25日 - 最高気温記念日、うま味調味料の日、かき氷の日
- 26日 - 幽霊の日
- 27日 - スイカの日
- 28日 - 菜っ葉の日、なにわの日、冷蔵庫記念日、地名の日
- 29日 - アマチュア無線の日、白だしの日
- 30日 - 梅干の日
- 31日 - 蓄音機の日、こだまの日、パラグライダー記念日
- 第4日曜日 - 親子の日

## 8月
- 01日 - 水の日、観光の日、肺の日、夏の省エネ総点検の日、パインの日、麻雀の日
- 02日 - パンツの日、ハーブの日、博多人形の日、ハラスメントフリーの日、ねぶたの日、バニーの日
- 03日 - ビーチサンダルの日、はちみつの日、はさみの日、「共創する未来」の日
- 04日 - 橋の日、箸の日
- 05日 - 箱の日、タクシーの日、ハードコアテクノの日、山ごはんの日、パソコン工房の日
- 06日 - 広島原爆忌、ハムの日、ハムスターの日
- 07日 - 鼻の日、花の日、バナナの日
- 08日 - フジテレビの日、そろばんの日、ヒゲの日、ひょうたんの日、屋根の日、プチプチの日、葉っぱの日、サステナブルファッションの日
- 09日 - 長崎原爆忌、野球の日、薬草の日、はり・きゅう・マッサージの日、ハグの日、パークの日、パソコン救急の日、パソコン検定の日、パグの日、反中共デー
- 10日 - 道の日、宿の日、帽子の日、ハートの日、レゲエミュージックの日
- 11日 - スポーツ中継の日、オフ会記念日、山の日、ガンバレの日
- 12日 - 君が代記念日
- 13日 - 函館夜景の日、深読みの日
- 14日 - 特許の日、ハッピーサマーバレンタインデー
- 15日 - 終戦の日
- 16日 - 電子コミックの日
- 17日 - パイナップルの日、プロ野球ナイター記念日
- 18日 - 高校野球記念日
- 19日 - バイクの日、俳句の日、ハイキューの日
- 20日 - 発毛の日、蚊の日
- 21日 - 噴水の日、献血記念日、女子大生の日[6][7]
- 22日 - 居心地の日
- 23日 - 白虎隊の日
- 24日 - 大噴火の日
- 25日 - 即席ラーメン記念日
- 26日 - レインボーブリッジの日、パワプロの日、火山防災の日
- 27日 - 寅さんの日
- 28日 - キャラディネートの日、バイオリンの日、民放テレビスタートの日
- 29日 - 焼き肉の日、ケーブルカーの日
- 30日 - 冒険家の日
- 31日 - 野菜の日
- 最終日曜日 - 泉州タオルの日

## 9月
- 01日 - 防災の日、キウイの日、だじゃれの日
- 02日 - 宝くじの日、牛乳の日
- 03日 - ベッドの日、ホームラン記念日、草野球の日、妹の日
- 04日 - くしの日、クラシック音楽の日
- 05日 - 石炭の日、国民栄誉賞の日
- 06日 - 黒の日、黒豆の日、妹の日
- 07日 - クリーナーの日、CMソングの日
- 08日 - 桑の日、休養の日、クーパー靱帯の日、クレバの日
- 09日 - 救急の日、温泉の日、チョロQの日、九九の日、ポップコーンの日
- 10日 - 弓道の日、全国下水道促進デー、下水道の日、屋外広告の日、クレジットカードの日
- 11日 - 警察相談の日、公衆電話の日
- 12日 - 宇宙の日
- 13日 - 司法保護記念日
- 14日 - メンズバレンタインデー
- 15日 - 老人の日、日本のキャビアの日、ひじきの日
- 16日 - 競馬の日
- 17日 - モノレール開業記念日
- 18日 - かいわれ大根の日、しまくとぅばの日
- 19日 - 苗字の日
- 20日 - 空の日、バスの日、お手玉の日
- 21日 - ガトーショコラの日、ファッションショーの日
- 22日 - 孤児院の日
- 23日 - 不動産の日、万年筆の日
- 24日 - 清掃の日、畳の日
- 25日 - 10円カレーの日
- 26日 - ワープロの日
- 27日 - 女性ドライバーの日、世界観光の日、きぶなの日、信州 火山防災の日
- 28日 - パソコン記念日
- 29日 - クリーニングの日、招き猫の日、接着の日
- 30日 - くるみの日、クレーンの日
- 第3土曜日 - レッサーパンダの日

## 10月
- 01日 - 法の日、印章の日、日本酒の日、メガネの日、香水の日、デザインの日、福祉用具の日、浄化槽の日、電動工具の日、国際音楽の日
- 02日 - 豆腐の日、望遠鏡の日
- 03日 - 登山の日、アンパンマンの日
- 04日 - いわしの日、天使の日、陶器の日、里親デー、都市景観の日、探し物の日、証券投資の日
- 05日 - 時刻表記念日、レモンの日、折り紙供養の日、音楽芸術の日、統合医療の日
- 06日 - 国際協力の日
- 07日 - ミステリー記念日
- 08日 - 木の日、入れ歯の日、足袋の日、レーザーディスクの日、骨と関節の日、焼おにぎりの日
- 09日 - トラックの日、塾の日、道具の日、土偶の日、金券の日、共に守るマスクの日
- 10日 - 目の愛護デー、釣りの日、まぐろの日、缶詰の日、冷凍めんの日、銭湯の日、トレーナーの日、totoの日、JUJUの日、ドラムの日、ふとんの日
- 11日 - 鉄道安全確認の日、ウィンクの日、先住犬の日
- 12日 - 石油機器点検の日
- 13日 - サツマイモの日、引越しの日、麻酔の日
- 14日 - 鉄道の日
- 15日 - たすけあいの日、きのこの日、ぞうりの日
- 16日 - ボスの日
- 17日 - 貯蓄の日、上水道の日、沖縄そばの日、カラオケ文化の日、秦野名水の日
- 18日 - 木造住宅の日、統計の日、冷凍食品の日、ミニスカートの日、フラフープ記念日
- 19日 - バーゲンの日、海外旅行の日、相続税を考える日
- 20日 - リサイクルの日、新聞広告の日、頭髪の日
- 21日 - あかりの日
- 22日 - 方言の日、絹婚記念日、平安遷都の日、アニメの日
- 23日 - 電信電話記念日、津軽弁の日
- 24日 - ツーバイフォー住宅の日、文鳥の日
- 25日 - リクエストの日、民間航空記念日
- 26日 - 原子力の日、サーカスの日
- 27日 - 読書の日、世界新記録の日
- 28日 - 速記記念日、反韓デー
- 29日 - ホームビデオ記念日
- 30日 - 初恋の日、食品ロス削減の日
- 31日 - 日本茶の日、ガスの記念日、陶彩の日
- 第3日曜日 - 孫の日

## 11月
11の語呂合わせで「いい＊＊の日」が作られることが多い月。
- 01日 - 犬の日、紅茶の日、玄米茶の日、泡盛の日、すしの日、カーペットの日、灯台記念日、計量記念日、点字記念日、自衛隊記念日、古典の日、ソーセージの日、いい医療の日
- 02日 - 阪神タイガース記念日、タイツの日
- 03日 - 文具の日、レコードの日、ハンカチーフの日、ゴジラの日、いいお産の日、いいレザーの日、赤べこの日
- 04日 - かき揚げの日、消費者センター開設記念日
- 05日 - 電報の日、雑誌広告の日、津波防災の日
- 06日 - お見合い記念日、アパート記念日
- 07日 - 鍋の日、知恵の日、国有財産の日
- 08日 - 刃物の日、ボイラーデー、世界都市計画の日、いい歯の日、梱包の日
- 09日 - 119番の日、換気の日、太陽暦採用記念日、歯ぐきの日
- 10日 - エレベーターの日、ハンドクリームの日、技能の日、無電柱化の日[8]
- 11日 - いい獣医の日、ジュエリーデー、サッカーの日、くつしたの日、電池の日、配線器具の日、煙突の日、下駄の日、おりがみの日、鮭の日、チーズの日、もやしの日、ピーナッツの日、きりたんぽの日、ポッキー&プリッツの日、介護の日、鏡の日、ネイルの日、チンアナゴの日、ゴボチの日
- 12日 - 皮膚の日
- 13日 - うるしの日、あいさつの日
- 14日 - パチンコの日、医師に感謝する日
- 15日 - きものの日、かまぼこの日、こんぶの日、いい遺言の日
- 16日 - 幼稚園記念日
- 17日 - 将棋の日、蓮根の日、ドラフト記念日
- 18日 - 土木の日、音楽著作権の日
- 19日 - 緑のおばさんの日、農協記念日
- 20日 - 毛皮の日、ホテルの日、ピザの日
- 21日 - フライドチキンの日、イーブイの日
- 22日 - THANKS PETS DAY (ペットたちに感謝する日)、いい夫婦の日、ボタンの日、回転寿司記念日、大工さんの日
- 23日 - Jリーグの日、ゲームの日、カキの日、外食の日、手袋の日、ワーク・ライフ・バランスの日、いいふみの日
- 24日 - 鰹節の日、オペラ記念日
- 25日 - OLの日、ハイビジョンの日
- 26日 - ペンの日、いい風呂の日、ビン牛乳の日
- 27日 - いい鮒の日
- 28日 - 税関記念日
- 29日 - 議会開設記念日、いい服の日、いい肉の日
- 30日 - カメラの日、鏡の日、本みりんの日
- 立冬 - ココアの日

## 12月
- 01日 - 映画の日、鉄の日、カイロの日、世界エイズデー
- 02日 - ビフィズス菌の日
- 03日 - カレンダーの日、奇術の日、妻の日、コードレス電話の日、個人タクシーの日、ひっつみの日
- 04日 - E.T.の日
- 05日 - アルバムの日
- 06日 - 姉の日、音の日
- 07日 - クリスマスツリーの日
- 08日 - 太平洋戦争開戦記念日（戦中は「大詔奉戴日」）、有機農業の日
- 09日 - 障害者の日
- 10日 - M&Aの日、ベルトの日、ごめんねの日
- 11日 - タンゴの日、胃腸の日
- 12日 - バッテリーの日、漢字の日
- 13日 - 双子の日、ビタミンの日
- 14日 - 討ち入りの日
- 15日 - 観光バス記念日
- 16日 - 電話の日、紙の記念日
- 17日 - 飛行機の日
- 18日 - 東京駅の日
- 19日 - 日本初飛行の日
- 20日 - シーラカンスの日、霧笛記念日
- 21日 - 遠距離恋愛の日、バスケットボールの日
- 22日 - 労働組合法制定記念日
- 23日 - テレホンカードの日
- 24日 - 学校給食記念日、クリスマスイブ
- 25日 - スケートの日、クリスマス
- 26日 - プロ野球誕生の日、雪印の日
- 27日 - 浅草仲見世記念日
- 28日 - ディスクジョッキーの日、身体検査の日、シネマトグラフの日
- 29日 - シャンソンの日、清水トンネル貫通記念日
- 30日 - 地下鉄記念日
- 31日 - ベルボトム・ジーンズの日
- 冬至 - キャンドルナイトの日